# 中村楽天
中村 楽天（なかむら らくてん、1865年8月30日（慶応元年7月10日） - 1939年（昭和14年）9月19日は、兵庫県出身の日本の俳人、ジャーナリスト。本名は中村修一。

## 経歴
1865年（慶応元年）に播磨国辻井村（現在の兵庫県姫路市）で生まれる。1885年（明治18年）に上京、26歳の時に徳富蘇峰の主宰する国民新聞に記者として入社、のち『国民之友』の編集者となる。国木田独歩と交流し『青年文学』を刊行する。32歳で俳句を学び、正岡子規の創刊したホトトギスの同人となり、子規門として教えを受ける。1898年（明治31年）、子規が直野碧玲瓏、上原三川とともに出版した「日本派」最初の類題句集『新俳句』（民友社）の編集や刊行にも尽力する。その後、和歌山新報の記者を経て1900年（明治33年）に秋山定輔の二六新報に入社。そこで主宰した二六吟社が楽天の名を高めることになる。二六新報の売れ行きも相まって、与謝野寛（のちの与謝野鉄幹）や伊原青々園、喜谷六花など、多くの作家、歌人、俳人を輩出した。子規亡き後は同門である篠原温亭や嶋田青峰が主宰した『土上』の同人となり、晩年は自身も俳誌『草の実』を創刊、主宰した。1939年（昭和14年）、師である子規と同月同日の9月19日、74歳で没。

## 人物
口が悪く皮肉や毒舌を公言して憚らない人物だった。実際に伊藤博文首相を侮辱した罪で、禁錮2ヶ月の刑を受け服役している。

## 句集・著書
- 『徒步旅行』（俳書堂・1902年）
- 『明治の俳風』（俳書堂・1907年）
- 『中村楽天句集』（杜松堂書店・1937年）